# Чигиринская городская община
Чигиринская городская община (укр. Чигиринська міська громада) — городская община в Черкасском районе Черкасской области. Административный центр — город Чигирин. Создана 13 августа 2018 года путем объединения Чигиринского горсовета и Галагановского, Красносельского, Матвеевского, Стецивского, Суботовского и Теньковского сельсоветов. 12 июня 2020 года в ГО также вошли Вершацкий, Ивановский, Новоселевский, Рацевский и Трушевский сельсовет по указу Кабинета Министров Украины.